# Moravské Málkovice
Moravské Málkovice – miejscowość i gmina (obec) w Czechach, w kraju południowomorawskim, w powiecie Vyškov. W 2022 roku liczyła 583 mieszkańców.